# Ardenna
Ardenna es un género de aves Procellariiformes perteneciente de la familia Procellariidae. Sus miembros son pardelas de gran tamaño que anteriormente se clasificaban en el género Puffinus, pero fueron separados como resultado de un estudio filogenético basado en análisis de ADN mitocondrial. El género fue propuesto por Ludwig Reichenbach en 1853.

## Especies
El género contiene siete especies:
- Ardenna pacifica — pardela del Pacífico;
- Ardenna bulleri — pardela dorsigrís;
- Ardenna grisea — pardela sombría;
- Ardenna tenuirostris — pardela de Tasmania;
- Ardenna creatopus — pardela patirrosa;
- Ardenna carneipes — pardela paticlara;
- Ardenna gravis — pardela capirotada.